# Acinetobacter
Acinetobacter é um gênero de bactéria Gram-negativa que pertence ao filo Proteobacteria. Não-móveis, as espécies de Acinetobacter são oxidase-negativas, e se apresentam em pares. São importantes organismos no solo, onde contribuem na mineralização de, por exemplo, compostos aromáticos. As Acinetobacter também são uma importante fonte de infecções hospitalares, quando atingem principalmente pacientes imunologicamente debilitados.

## Habitat natural
As Acinetobacter spp. são amplamente distribuídas na natureza. Elas são capazes de sobreviver em diversas superfícies (úmidas e secas) no ambiente hospitalar, sendo portanto uma importante fonte de infecção em pacientes debilitados. Algumas linhagens são isoladas de alimentos e outras são capazes de sobreviver em diversos equipamentos médicos e até mesmo na pele humana saudável.
Na água potável, a Acinetobacter demonstrou agregar bactérias, que normalmente não formam agregados.

## Significância clínica
As espécies de Acinetobacter geralmente são consideradas não-patogênicas em indivíduos saudáveis. Entretanto, diversas espécies persistem em ambientes hospitalares e causam infecções graves que ameaçam a vida de pacientes comprometidos. O espectro da resistência aos antibióticos destes organismos junto com suas capacidades de sobrevivência os tornam uma ameaça a hospitais como tem sido observado em ocorrências até mesmo em países altamente desenvolvidos. Um importante fator para seu potencial patogênico é provavelmente um modo eficiente de transferência de genes horizontal, apesar deste mecanismo ter sido observado somente na Acinetobacter baylyi, uma espécie que vive no solo e nunca foi associada com infecções.
A maioria das infecções ocorre em indivíduos imunocomprometidos, e a linhagem A. baumannii é a segunda bactéria não-fermentadora mais comumente isolada em espécies humanas.
A Acinetobacter é frequentemente isolada em infecções nosocomiais e é especialmente pravalente em unidades de tratamento intensivo, onde tanto casos esporádicos como epidêmicos e endêmicos são comuns. A A. baumannii é uma causa frequente de pneumonia nosocomial, especialmente de pneumonia associada à ventilação mecânica. Ela pode causar diversas outras infecções incluindo infecções de pele e feridas, bacteremia e meningite, sendo a A. lwoffi é a principal responsável pela meningite. A A. baumannii pode sobreviver na pele humana ou superfícies secas durante semanas.

## Tratamento
As espécies de Acinetobacter são por natureza resistentes a muitas classes de antibióticos, incluindo penicilina, cloranfenicol e frequentemente aminoglicosídeos. Um crescimento dramático na resistência a antibióticos nas linhagens de Acinetobacter tem sido relatado pelo Centro de Controle e Prevenção de Doenças dos Estados Unidos. A classe dos carbapenemas são reconhecidos como o tratamento padrão-ouro e/ou de última escolha.

## No Brasil
Em 2007 e 2008 houve um surto da bactéria em diversos hospitais de Porto Alegre. A bactéria provocou em 2008 a interdição da UTI de trauma do Hospital de Pronto Socorro de Porto Alegre. Do mesmo modo, o Hospital Homero de Miranda Gomes (Hospital Regional)em São José na Grande Florianópolis teve sua UTI interditada durante quase um mês em 2009 pelo mesmo motivo. Em julho de 2012, um novo surto desta super-bactéria surgiu em Hospitais de Natal (RN). O Hospital Ruy Pereira, segundo uma reportagem, estaria com dificuldade de combater esta bactéria, pois falta medicamento para a realização do tratamento nos paciente. Segunda ainda a reportgem, duas pessoas já morreram na unidade, com esta bacteria justamente, por estar sem a medicação apropriada, informou o médico plantonista, Raimundo de Sousa, que concedeu uma entrevista no dia 12 de Julho, 2012.
No dia 10 de maio de 2014, oito pacientes foram infectados com esta bactéria no Hospital de Messejana na cidade de Fortaleza-CE. Somente um sobreviveu e ficou em estado grave na Unidade de Tratamento Intensivo (UTI) cardiopulmonar do hospital.Segundo o coordenador da comissão de infecção pulmonar do Hospital da Messejana, Dr. Draúlio Matias, as mortes das sete pessoas não foram, necessariamente, causadas pela bactéria, mas a infecção pode ter influenciado já que eram doentes crônicos.